# Edipeon
Pour plus de détails, voir Fiche technique et Distribution.
Edipeon est un film dramatique italien réalisé par Lorenzo Artale et sorti en 1970.

## Synopsis
Gianni, rongé par un complexe d'Œdipe, lutte pour avoir une vie sentimentale et sexuelle normale. Puis il tombe enfin amoureux et décide de se marier, bien que l'élue travaille dans une maison close. Mais sa femme ne tarde pas à reprendre son existence dissolue ; Gianni, désemparé, commet un massacre et se suicide.

## Fiche technique
- Titre original : Edipeon[1]
- Réalisation : Lorenzo Artale
- Scénario : Aïché Nana, Lorenzo Artale
- Photographie : Mario Mancini (it)
- Montage : Carlo Alberto Baltieri
- Musique : Stelvio Cipriani
- Décors : Lorenzo Artale
- Sociétés de production : Arsa Film
- Pays de production :  Italie
- Langue originale : italien
- Durée : 97 minutes
- Format : couleurs
- Date de sortie : 
  - Italie : 1970 (visa délivré le 25 mai 1970)

## Distribution
- Christian Hay : Gianni
- Aïché Nana : Lola
- Roberto Lande : Paolo
- Massimo Serato : Lamberto
- Magali Noël : Giusi
- Hélène Chanel : Georgette
- Malisa Longo :
- Lino Coletta :
- Mirella Pamphili :
- Luca Sportelli :
- Marcello Tamborra :